# U-460
| U-460                      | U-460                                    | U-460                                    |
| -------------------------- | ---------------------------------------- | ---------------------------------------- |
|                            |                                          |                                          |
|                            |                                          |                                          |
|                            |                                          |                                          |
| Під прапором               | Третій рейх                              | Третій рейх                              |
| Спуск на воду              | 13 вересня 1941 року                     | 13 вересня 1941 року                     |
| Виведений зі складу флоту  | 4 жовтня 1943 року                       | 4 жовтня 1943 року                       |
| Сучасний статус            | затоплений                               | затоплений                               |
| Проєкт                     |                                          |                                          |
| Тип ПЧ                     | Підводний човен забезпечення             | Підводний човен забезпечення             |
| Основні характеристики     |                                          |                                          |
| Швидкість (надводна)       | 14,9 вузлів                              | 14,9 вузлів                              |
| Швидкість (підводна)       | 6,2 вузлів                               | 6,2 вузлів                               |
| Гранична глибина занурення | 240 м                                    | 240 м                                    |
| Екіпаж                     | 53 особи                                 | 53 особи                                 |
| Розміри                    |                                          |                                          |
| Довжина найбільша (по КВЛ) | 67,1 м                                   | 67,1 м                                   |
| Ширина корпусу найб.       | 9,4 м                                    | 9,4 м                                    |
| Висота                     | 11,7 м                                   | 11,7 м                                   |
| Середня осадка (по КВЛ)    | 6,5 м                                    | 6,5 м                                    |
| Водотоннажність надводна   | 1668 т                                   | 1668 т                                   |
| Озброєння                  |                                          |                                          |
| Артилерія                  | одна 37-мм та одна 20-мм зенітна гармата | одна 37-мм та одна 20-мм зенітна гармата |
| Торпедно- мінне озброєння  | 4 торпеди                                | 4 торпеди                                |

U-460 — німецький підводний човен типу XIV часів Другої світової війни.
Замовлення на будівництво човна було віддане 14 травня 1940 року. Човен був закладений на верфі «Deutsche Werke AG» у місті Кіль 30 листопада 1940 року під заводським номером 291, спущений на воду 13 вересня 1941 року, 24 грудня 1941 під командуванням капітан-лейтенанта Фрідріха Шефера увійшов до складу 4-ї флотилії. За час служби також перебував у складі 10-ї та 12-ї флотилій.
Човен зробив 6 походів із забезпечення бойових підводних човнів.
4 жовтня 1943 року потоплений а Північній Атлантиці, північніше Азорських островів (43°18′ пн. ш. 28°58′ зх. д. / 43.300° пн. ш. 28.967° зх. д.) глибинними бомбами «Евенджерів» та «Вайлдкетів» з ескортного авіаносця ВМС США «Кард». 62 члени екіпажу загинули, 2 врятовані.

## Командири підводного човна
- Капітан-лейтенант Фрідріх Шефер (24 грудня 1941 — 1 серпня 1942)
- Капітан-лейтенант Ебергард Шнор (1 серпня 1942 — 4 жовтня 1943)